# Chiesa di Sant'Antonio Abate (Paternò)
La chiesa di Sant'Antonio Abate è un edificio religioso di Paternò, provincia di Catania, situato in pieno centro storico, nell'omonimo quartiere in piazza Vittorio Veneto.

## Storia e descrizione
Incerta è la data della sua edificazione, ma è documentata sin dal XVI secolo. In origine la chiesa fu intitolata a santa Maria di Gesù, e faceva parte del convento dell'Ordine dei frati minori osservanti di san Francesco, istituito dai Moncada. Fu restaurata nel 1963.
Durante l'epidemia di peste che colpì Paternò nel 1576, fu uno dei due lazzaretti cittadini creati per ospitare gli ammalati. Ogni anno, in occasione della festa di santa Barbara, patrona della città, nel corso della processione, il fercolo della Santa patrona viene ospitato all'interno della chiesa per una sosta, prima di riprendere il suo cammino.
La chiesa presenta una facciata semplice, arricchita da un portale in pietra lavica con timpano spezzato. Sopra la finestra centrale campeggia uno scudo con gli emblemi di S. Antonio scolpiti nella pietra bianca. Una massiccia torre campanaria sovrastata da una cupoletta la cui base è a forma ottagonale . è a pianta rettangolare e con un'unica navata, e al suo interno presenta numerose decorazioni a stucco.I quattro altari laterali ospitano grandi tele,S. Giuseppe lavoratore e S. Margherita a sinistra, Gesu' e Maria con S. Francesco e S. Antonio Abate a destra. Degli affreschi sono presenti in alto lungo le pareti tra cui spicca S. Barbara. Un grande affresco raffigurante l'Assunzione della Vergine Maria, campeggia sulla volta a botte. Due graziosi altarini in legno intagliato si trovano ai piedi dell'abside, dominata quest'ultima dal moderno altare maggiore in marmo su cui poggia la bellissima Statua dell'Immacolata di color argento. La chiesa è sede del culto a Maria Bambina.